# Štulim
Štulim (hebrejsky שְׁתוּלִים‎, v oficiálním přepisu do angličtiny Shetulim, přepisováno též Shtulim) je vesnice typu mošav v Izraeli, v Jižním distriktu, v Oblastní radě Be'er Tuvja.

## Geografie
Leží v nadmořské výšce 27 metrů v pobřežní nížině, v regionu Šefela, 7 kilometrů od břehu Středozemního moře, cca 34 kilometrů jihojihozápadně od centra Tel Avivu, cca 52 kilometrů jihozápadně od historického jádra Jeruzalému a 4 kilometry východně od Ašdodu. Štulim obývají Židé, přičemž osídlení v tomto regionu je etnicky převážně židovské.
Štulim je na dopravní síť napojen pomocí lokální silnice číslo 3703, která západně od vesnice ústí do dálnice číslo 4.

## Dějiny
Štulim byl založen v roce 1950. Novověké židovské osidlování této lokality začalo po válce za nezávislost, kdy v roce 1948 tuto oblast ovládla izraelská armáda a došlo k vysídlení většiny arabské populace v tomto regionu.
Zakladateli mošavu byla skupina Židů z Jemenu, kteří do Izraele dorazili v rámci Operace Létající koberec. Vesnici zřídili 22. srpna 1950, kdy sem přišlo 60 prvních rodin. První fáze zástavby sestávala z provizorních staveb, z nichž dodnes přežila jen původní budova synagogy. Místní ekonomika je založena na zemědělství. Zpočátku se vesnice nazývala Bitnija ha-Chadaša (ביתניה החדשה) podle názvu nedaleké arabské vesnice al-Batani al-Gharbi a al-Batani al-Sharki, jež stávala do roku 1948 na místě nedalekého mošavu Sde Uzijahu. Současné jméno odkazuje na citát z biblické Knihy Žalmů 92,14: „Ti, kdo v domě Hospodinově jsou zasazeni, kdo rostou v nádvořích našeho Boha“

## Demografie
Podle údajů z roku 2014 tvořili naprostou většinu obyvatel v Štulim Židé - cca 1900 osob (včetně statistické kategorie "ostatní", která zahrnuje nearabské obyvatele židovského původu ale bez formální příslušnosti k židovskému náboženství, cca 2000 osob).
Jde o menší obec vesnického typu s dlouhodobě rostoucí populací. K 31. prosinci 2014 zde žilo 1956 lidí. Během roku 2014 populace stoupla o 3,2 %.
| Rok            | 1961 | 1972 | 1983 | 1995 | 2001 | 2003 | 2004 | 2005 | 2006 | 2007 | 2008 | 2009 | 2010 | 2011 | 2012 | 2013 | 2014 |
| -------------- | ---- | ---- | ---- | ---- | ---- | ---- | ---- | ---- | ---- | ---- | ---- | ---- | ---- | ---- | ---- | ---- | ---- |
| Počet obyvatel | 488  | 675  | 621  | 733  | 1380 | 1466 | 1492 | 1545 | 1599 | 1643 | 1644 | 1817 | 1833 | 1836 | 1882 | 1895 | 1956 |